# Mario de las Casas
Mario de las Casas (Lima, 31 de janeiro de 1901 - 10 de outubro de 2002) foi um futebolista peruano. Ele competiu na Copa do Mundo FIFA de 1930, sediada no Uruguai, na qual a seleção de seu país terminou na décima colocação dentre os treze participantes.
Foi o primeiro jogador a ser expulso em uma Copa do Mundo FIFA.